# Shannon Izar
Shannon Izar (8 de maio de 1993) é uma jogadora de rugby sevens francesa.

## Carreira
Shannon Izar integrou o elenco da Seleção Francesa Feminina de Rugbi de Sevens, na Rio 2016, que foi 6º colocada.